# Municipio de Ford (Kansas)
El municipio de Ford (en inglés: Ford Township) es un municipio ubicado en el condado de Ford en el estado estadounidense de Kansas. En el año 2010 tenía una población de 364 habitantes y una densidad poblacional de 1,46 personas por km².

## Geografía
El municipio de Ford se encuentra ubicado en las coordenadas 37°36′54″N 99°47′29″O / 37.61500, -99.79139. Según la Oficina del Censo de los Estados Unidos, el municipio tiene una superficie total de 249.12 km², de la cual 249,09 km² corresponden a tierra firme y (0,01 %) 0,03 km² es agua.

## Demografía
Según el censo de 2010, había 364 personas residiendo en el municipio de Ford. La densidad de población era de 1,46 hab./km². De los 364 habitantes, el municipio de Ford estaba compuesto por el 91,76 % blancos, el 0,27 % eran afroamericanos, el 2,2 % eran amerindios, el 4,12 % eran de otras razas y el 1,65 % eran de una mezcla de razas. Del total de la población el 4,95 % eran hispanos o latinos de cualquier raza.